# Lockstaedt

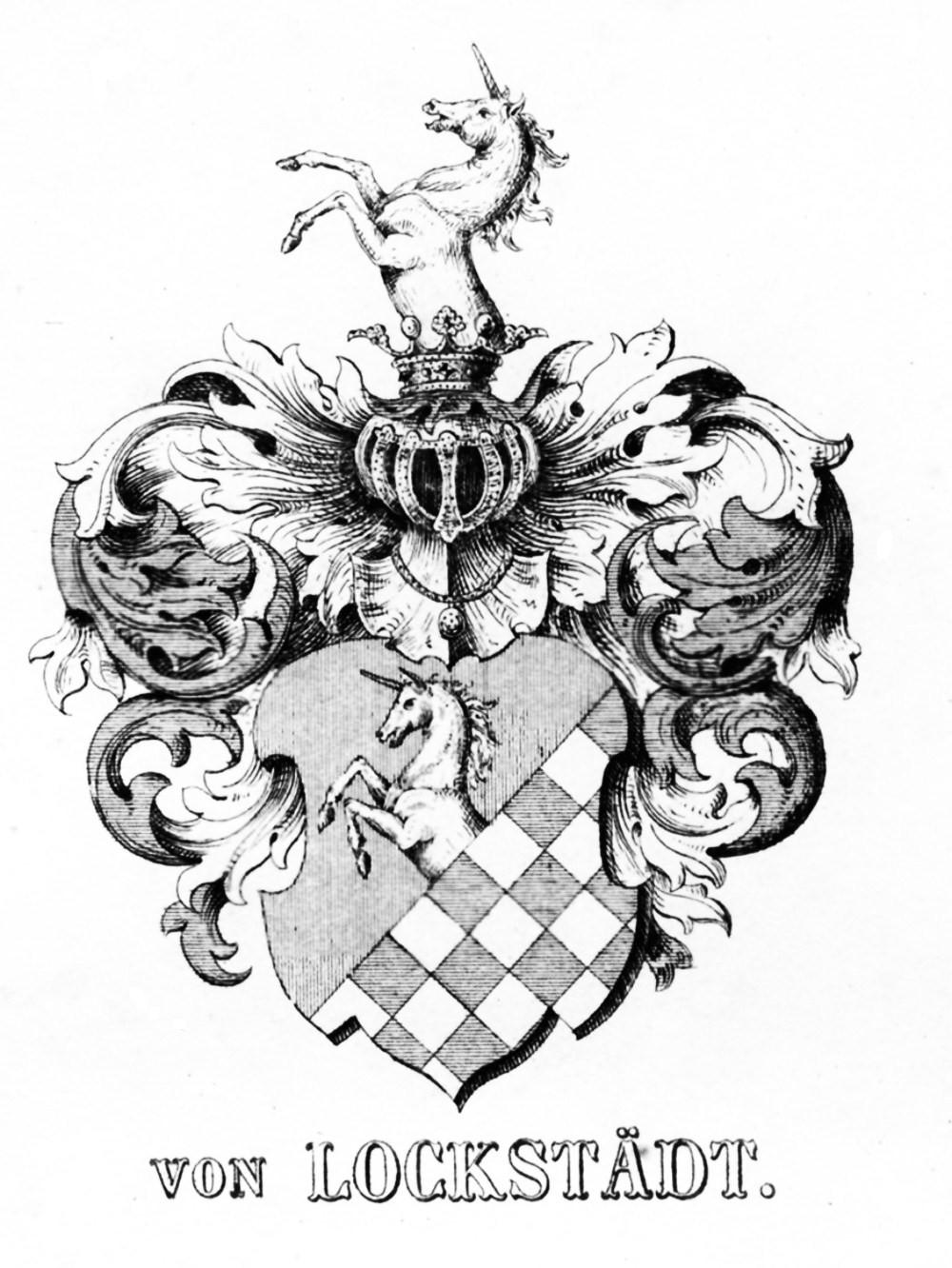
Wappen der Lockstaedt

Lockstaedt, auch Lockstedt oder Lockstädt, ist der Name eines ursprünglich mittelmärkischen Adelsgeschlechts, das sich zunächst nach Pommern, später auch nach Ostpreußen und Russland ausbreiten konnte. Zweige der Familie bestehen bis heute.

## Geschichte
Das Geschlecht der von Lockstaedt nennt sich nach seinem gleichnamigen Stammsitz, dem Ort Lockstedt in der Prignitz und wird mit dem Ritter Hermann von Lockstaedt im Jahre 1253 erstmals urkundlich erwähnt.
Die Familie ging bereits mit obigem Hermann von Lockstaedt, mit dem auch die gesicherte Stammreihe beginnt, nach Pommern. Er wurde dort Herr auf der Woldenburg bei Regenwalde, von wo sich die Lockstaedt weiter ausbreiteten. Unter den Söhnen des Hans von Lockstaedt († nach 1550), Erbherr auf Maskow, Krössin und Klein Leistikow, teilte sich das Geschlecht in die beiden Hauptlinien.
Linie I.
Steffen von Lockstaedt († nach 1590), Erbherr auf Maskow, wurde Stifter der I., der pommerschen Linie. Sein Nachfahre Ferdinand von Lockstaedt (* 1795; † 1863) wurde Landschaftsrat des Kreises Regenwalde, dessen Sohn Ludwig von Lockstaedt (* 1837; † 1877) war dort Landrat.
Linie II.
Henning von Lockstaedt († nach 1590), Erbherr auf Krössin, wurde Stifter der II. Linie, welche sich mit Johann Christoph von Lockstaedt (* 1713; † 1789), königlich preußischer Major nach Ostpreußen begab. Er erwarb dort die Güter Gablick und Heybutten bei Widminnen. Sein Urenkel Werner von Lockstaedt (* 1838; † 1893), verheiratete sich in Russland und erwarb dort das Gut Gordommy. Seine fünf Kinder wurden jedoch alle in Berlin oder Szagmanten geboren und hatten später in Preußen ihren Lebensmittelpunkt.

## Besitz
Bereits im Mittelalter konnte sich die Familie in Pommern besitzlich machen und einige dieser Güter bis mindestens ins 19. Jahrhundert halten, genannt werden: Crössin, Düsterbeck, Drammin, Hindenburg, Hohenwalde, Justin, Karow, Kicker, Körtenthin, Groß Krien, Leistikow, Maskow, Molstow, Pipenburg, Radduhn, Ribbertow, Groß- und Klein Sabow, Standemin, Alt Torgelow und Woldenburg.
Im 18. Jahrhundert breitete sich die Familie auch nach Ostpreußen aus und konnte dort die folgenden Güter an sich bringen: Klein Gablick, Haschnen, Heybutten, Neuhof und Szagmanten.

## Wappen
Das Stammwappen zeigt in Rot ein aus schräglinkem blau-silbernen Schach wachsendes golden-bewehrtes silbernes Einhorn. Auf dem Helm mit rot-silbernen Decken das Einhorn wachsend.
Das Wappen steht in naher Verwandtschaft zur Wappengruppe Hirsch über Schach, wobei hierunter die größte Konvergenz zu den Wappen der Familien Sellin, Gantzkow und Budde besteht, welche sich lediglich durch Helmkrone oder Tingierung unterscheiden.

## Angehörige
- Ferdinand von Lockstaedt (* 1795; † 1863), Landschaftsrat des Kreises Regenwalde
- Eduard von Lockstädt († 1833), Oberlandesgerichtsrat in Insterburg
- Ludwig Ferdinand von Lockstädt (* 1837; † 1877), Erbherr auf Karow und Unheim, Landrat des Kreises Regenwalde